# Barraca de la plana de la Graiera 3
La Barraca de la plana de la Graiera 3 és una barraca de vinya de Calafell (Baix Penedès) protegida com a Bé Cultural d'Interès Local.

## Descripció
Es tracta d'una edificació de planta quadrangular amb un sol espai interior. La porta d'entrada, que és situada al costat dret de la cara est, és de forma rectangular i té una llinda constituïda per una llosa de pedra. La coberta és una volta cònica -o falsa cúpula- feta amb la superposició de filades de lloses planes, formant anells, el radi dels quals va decreixent progressivament. Ha perdut la part superior de la volta i parts concretes dels murs.
Els murs i la volta són fets amb peces irregulars de pedra unides en sec amb l'ajut de falques, també de pedra, de dimensions més petites. Els murs tenen un rebliment de pedruscall.